# V4046 Sagittarii
V4046 Sagittarii, kurz V4046 Sgr, ist ein etwa 240 Lichtjahre entferntes spektroskopisches Doppelsternsystem im Sternbild Schütze. Die Komponenten gehören den Spektralklassen K5 und K7 an und haben fast identische Massen von je etwa 0,9 Sonnenmassen; sie sind nur wenige Sonnenradien voneinander entfernt. Ihr Alter beträgt etwa 12 Millionen Jahre. Im Juni 2009 konnte mit Hilfe des Submillimeter-Array-Radioteleskops eine die Sterne umgebene protoplanetare Scheibe nachgewiesen werden. Dies war die erste Entdeckung solch einer Scheibe in einem Doppelsternsystem und V4046 Sgr ist das bisher älteste Sternensystem in dem solch eine Scheibe nachgewiesen wurde.